# EXITのオールナイトニッポンX
『EXITのオールナイトニッポンX』（イグジットのオールナイトニッポンクロス）は、ニッポン放送で2022年4月9日（8日深夜）から放送しているラジオの生ワイド番組である。

## 概要
EXITは2019年6月の『決戦!お笑い有楽城』優勝特典として『オールナイトニッポン0(ZERO)』土曜週替わりパーソナリティを単回担当し、2021年9月に『オールナイトニッポンX』金曜週替わりパーソナリティを単回担当した。2022年3月16日にオールナイトニッポンXの新パーソナリティとして発表された。
2024年2月23日放送分において、同年3月29日放送分にて番組が終了する事を発表した。

## 放送時間
- 土曜 0時00分 - 1時00分（金曜深夜）

## パーソナリティ
- EXIT（りんたろー。、兼近大樹）

2024年1月から2月まではりんたろー。が育休のため休演し、兼近一人での出演となっていた。

## ゲスト及びその他の出演者
- 2022年5月6日 - MISIA
- 2022年6月3日 - MISIA
- 2022年6月17日 - 四千頭身
- 2022年7月1日 - 明石家さんま、MISIA、ジミー大西、浅田美代子
- 2022年7月15日 - スギちゃん
- 2022年8月12日 - 岡田康太
- 2022年9月2日 - キャイ～ン
- 2022年10月21日 - 森口博子
- 2022年12月23日 - 平成フラミンゴ 岡田康太
- 2022年12月30日 - ヤーレンズ
- 2023年1月13日 - 鈴木福
- 2023年2月3日 - ウエスP
- 2023年2月17日 - Creepy Nuts
- 2023年3月10日 - JP
- 2023年4月21日 - 板倉俊之（インパルス）
- 2023年5月19日 - ネルソンズ[2]
- 2023年6月16日 - ライス
- 2023年8月14日 - おたけ、太田博久（ジャングルポケット）
- 2023年8月25日 - ナイツ
- 2023年9月1日 - しずる
- 2023年9月15日 - 岡田康太
- 2023年10月20日 - クロちゃん（安田大サーカス）
- 2023年10月27日 - サルゴリラ
- 2023年11月18日 - すゑひろがりず
- 2023年12月15日 - 川合俊一
- 2024年1月26日 - 草薙航基（宮下草薙）、石橋遼大（四千頭身）
- 2024年2月3日 - 石田明（NON STYLE）
- 2024年2月10日 - DJ KOO[3]
- 2024年3月16日 - ライス、トム・ブラウン、溜口佑太朗 (ラブレターズ)、岡田康太

## 代理番組
- 2022年9月16日 - TOMORROW×TOGETHER
- 2023年1月6日 - カルマ
- 2024年1月5日 - 花譜